# Distrito de Barnim
El distrito de Barnim (en alemán: Landkreis Barnim) es un distrito del estado federado de Brandeburgo, Alemania. Hace frontera por el este con la república de Polonia, el distrito de Märkisch-Oderland, la ciudad estado de Berlín y los distritos de Alto Havel y Uckermark.

## Geografía
El distrito de Barnim limita al norte con el distrito de Uckermark, al oeste con el distrito del Alto Havel, al sur con el estado federado/ciudad de Berlín y el distrito de Märkisch-Oderland. Al oeste con la frontera con Polonia y la Woiwodschaft Westpommern.

## Historia
El distrito tuvo su composición territorial actual por primera vez en el año 1993 por la fusión de los extintos distritos de Finsterwalde, Bad Liebenwerda y Herzberg.

## Composición del distrito
Tras la reforma del territorio del año 2003, el distrito de Denim se componía de 26 municipios y seis ciudades. 
(Habitantes a 31 de diciembre de 2005)
| Ciudades ¹ pertenecientes a un Amt 1. Bernau bei Berlin (35.235) 2. Biesenthal (5.625) ¹ 3. Eberswalde (41.831) 4. Joachimsthal (3.349) ¹ 5. Oderberg (2.491) ¹ 6. Werneuchen (7.799) Municipios libres de Amt 1. Ahrensfelde (12.848) 2. Panketal (18.623) 3. Schorfheide (10.397) 4. Wandlitz (20.463) | Unión de Municipios/Ciudades (Amt) 1. Biesenthal-Barnim (12.032) 1. Biesenthal (5.625) (Ciudad) 2. Breydin (860) 3. Marienwerder (1.763) 4. Melchow (1.057) 5. Rüdnitz (1.822) 6. Sydower Fließ (905) 2. Britz-Chorin (6.060) 1. Britz (2.307) 2. Chorin (2.569) 3. Hohenfinow (537) 4. Niederfinow (647) 3. Joachimsthal (Schorfheide) (5539) 1. Althüttendorf (742) 2. Friedrichswalde (965) 3. Joachimsthal (3.349) (Ciudad) 4. Ziethen (483) 4. Oderberg (5866) 1. Hohensaaten (795) 2. Liepe (787) 3. Lunow-Stolzenhagen (1.219) 4. Oderberg (2.491) (Stadt) 5. Parsteinsee (574) |